# Phaenocarpa divisa
Phaenocarpa divisa är en stekelart som beskrevs av Fischer 1974. Phaenocarpa divisa ingår i släktet Phaenocarpa och familjen bracksteklar. Inga underarter finns listade i Catalogue of Life.